# روضةالمذنبین و جنةالمشتاقین
روضة المذنبین و جنة المشتاقین کتابی از احمد بن ابوالحسن ژنده‌پیل است.

## تصحیح
این کتاب با تصحیح علی فاضل در سال ۱۳۵۶ منتشر و برندهٔ جایزه کتاب سال سلطنتی شد.